# Blackwoods
Blackwoods é um filme de 2002, dirigido por Uwe Boll. O filme foi lançado diretamente em vídeo no dia 3 de setembro de 2002 na América do Norte.

## Elenco
- Patrick Muldoon - Matt Sullivan
- Keegan Connor Tracy - Dawn / Molly
- Will Sanderson - Jim
- Michael Paré - Xerife Harding
- Clint Howard - Greg
- Anthony Harrison - Dr. Kelly
- Matthew Walker - Pa Franklin
- Janet Wright - Ma Franklin
- Sean Campbell - Jack Franklin
- Ben Derrick - John Franklin
- Michael Eklund - Billy
- Samantha Ferris - Beth
- Patrick Dahlquist - Mrs. Sullivan